# Margaret's Awakening
 Margaret's Awakening è un cortometraggio muto del 1912. Il nome del regista non viene riportato.

## Produzione
Il film fu prodotto dalla Essanay Film Manufacturing Company.

## Distribuzione
Distribuito dalla General Film Company, il film - un cortometraggio a una bobina - uscì nelle sale cinematografiche statunitensi il 28 maggio 1912. Nel Regno Unito, fu distribuito il 28 luglio dello stesso anno.